# Differenza media logaritmica
Data una grandezza {\displaystyle X}, viene definita differenza media logaritmica tra un valore {\displaystyle X_{1}} e un valore {\displaystyle X_{2}}, la quantità:
{\displaystyle \Delta X_{\text{ML}}={\frac {\Delta X_{1}-\Delta X_{2}}{\ln \Delta X_{1}-\ln \Delta X_{2}}}={\frac {\Delta X_{1}-\Delta X_{2}}{\ln \left(\Delta X_{1}/\Delta X_{2}\right)}}}

## Esempi

### Temperatura media logaritmica
La nozione di differenza media logaritmica è utilizzata nello studio dei fenomeni di trasporto. Ad esempio, si definisce la differenza di temperatura media logaritmica (o DTML) tra una sezione 1 e una sezione 2 di uno scambiatore di calore come:
{\displaystyle \Delta T_{\text{ML}}={\frac {\Delta T_{1}-\Delta T_{2}}{\ln \left(\Delta T_{1}/\Delta T_{2}\right)}}}
Tale grandezza viene utilizzata al posto della temperatura media in quanto in generale la temperatura all'interno di uno scambiatore non varia in maniera lineare.